# 嵯岗站
嵯岗站是位于内蒙古自治区呼伦贝尔市新巴尔虎左旗嵯岗镇的一个铁路车站，有滨洲铁路经过该站，车站及其上下行区间均已电气化，距离哈尔滨站874公里。车站隶属哈尔滨铁路局海拉尔车务段，是四等站，设有6条股道，现办理客运业务，货运办理原油运输任务。

## 历史
嵯岗站建于1903年，当时车站设有面积170平方米的候车室一座。1950年代驻站的嵯岗铁路给水所职工因为节约原煤的行为被路局赋予“嵯岗精神”荣誉。1999年车站停办货运业务。
2006年车站所在的滨洲铁路海满段开始复线化工程，2006年11月12日本站至皇德区间实现复线化，2007年7月25日本站至扎赉诺尔实现复线化。
2009年车站建成通往新建成的中石油大庆油田有限责任公司嵯岗转油站的专用线，储存并转运由俄罗斯及蒙古国进口的原油产品。2015年滨洲铁路电气化工程中车站新建接触网工区，同时站场新增机待线一条。